# Hội Khoáng thạch học Việt Nam
Hội Khoáng thạch học Việt Nam là tổ chức xã hội - nghề nghiệp phi lợi nhuận của những người làm việc trong các lĩnh vực nghiên cứu điều tra và giảng dạy liên quan đến chuyên ngành khoáng thạch học tại Việt Nam. Hội là tổ chức thành viên của Tổng hội Địa chất Việt Nam.
Hội có tên giao dịch tiếng Anh là Vietnam Association of Mineralogy and Petrography, viết tắt là VAMP.
Hội được thành lập ngày 28/5/2005 tại Đại hội đại biểu toàn quốc lần thứ I của Hội tại Hà Nội. Điều lệ Hội được Bộ Nội vụ phê duyệt tại Quyết định số 121/2005/QĐ-BNV ngày 15 tháng 11 năm 2005.
Văn phòng Hội đặt cạnh văn phòng Tổng hội Địa chất Việt Nam, số 6 Phạm Ngũ Lão, quận Hoàn Kiếm, Hà Nội, Việt Nam.